# Karin Ersson
Karin Ersson (* 6. Januar 1969 als Karin Öhman) ist eine ehemalige schwedische Skilangläuferin.

## Werdegang
Ersson trat international erstmals bei den Junioren-Weltmeisterschaften 1989 in Vang in Erscheinung. Dort gewann sie die Silbermedaille mit der Staffel. Im Januar 1995 holte sie in Nové Město mit dem 30. Platz über 15 km klassisch ihren ersten Weltcuppunkt und erreichte in der Saison 1995/96 mit dem 45. Platz im Gesamtweltcup ihr bestes Gesamtergebnis. Nachdem sie zu Beginn der Saison 1998/99 in Lillehammer über 10 km klassisch ihren einzigen Sieg im Continental-Cup holte, kam sie im Weltcup viermal in die Punkteränge und errang damit den 48. Platz im Gesamtweltcup. Ihre besten Ergebnisse bei den Nordischen Skiweltmeisterschaften 1999 in Ramsau am Dachstein waren der 28. Platz in der Verfolgung und der achte Rang mit der Staffel. In der Saison 2000/01 erreichte sie in  Beitostølen mit dem 12. Platz über 10 km klassisch ihre beste Einzelplatzierung im Weltcup und mit dem dritten Rang in der Staffel ihre einzige Podestplatzierung. Bei den Nordischen Skiweltmeisterschaften 2001 in Lahti belegte sie den 34. Platz über 15 km klassisch und den 25. Rang über 10 km klassisch. Ihr letztes Weltcuprennen absolvierte sie im März 2001 in Falun, welches sie auf dem 38. Platz über 10 km klassisch beendete. Bei schwedischen Meisterschaften siegte sie im Jahr 1996 in der Verfolgung und im Jahr 1999 mit der Staffel von Stockviks SF.

## Erfolge

### Teilnahmen an Weltmeisterschaften
- 1999 Ramsau: 8. Platz Staffel, 28. Platz 10 km Verfolgung, 37. Platz 30 km klassisch, 38. Platz 5 km klassisch, 41. Platz 15 km Freistil
- 2001 Lahti: 25. Platz 10 km klassisch, 34. Platz 15 km klassisch

### Siege bei Continental-Cup-Rennen
| Nr. | Datum             | Ort         | Disziplin       | Serie           |
| --- | ----------------- | ----------- | --------------- | --------------- |
| 1.  | 10. Dezember 1998 | Lillehammer | 10 km klassisch | Continental-Cup |

### Weltcup-Gesamtplatzierungen
| Saison    | Gesamt | Gesamt | Distanz | Distanz | Sprint | Sprint |
| Saison    | Punkte | Platz  | Punkte  | Platz   | Punkte | Platz  |
| --------- | ------ | ------ | ------- | ------- | ------ | ------ |
| 1994/95   | 1      | 78.    | –       | –       | –      | -      |
| 1995/96   | 15     | 45.    | –       | –       | –      | -      |
| 1998/99   | 28     | 48.    | 22      | 35.     | 3      | 75.    |
| 1999/2000 | 11     | 71.    | 11      | 42.     | –      | -      |
| 2000/01   | 41     | 58.    | –       | –       | –      | -      |